# Rudolfsbahn

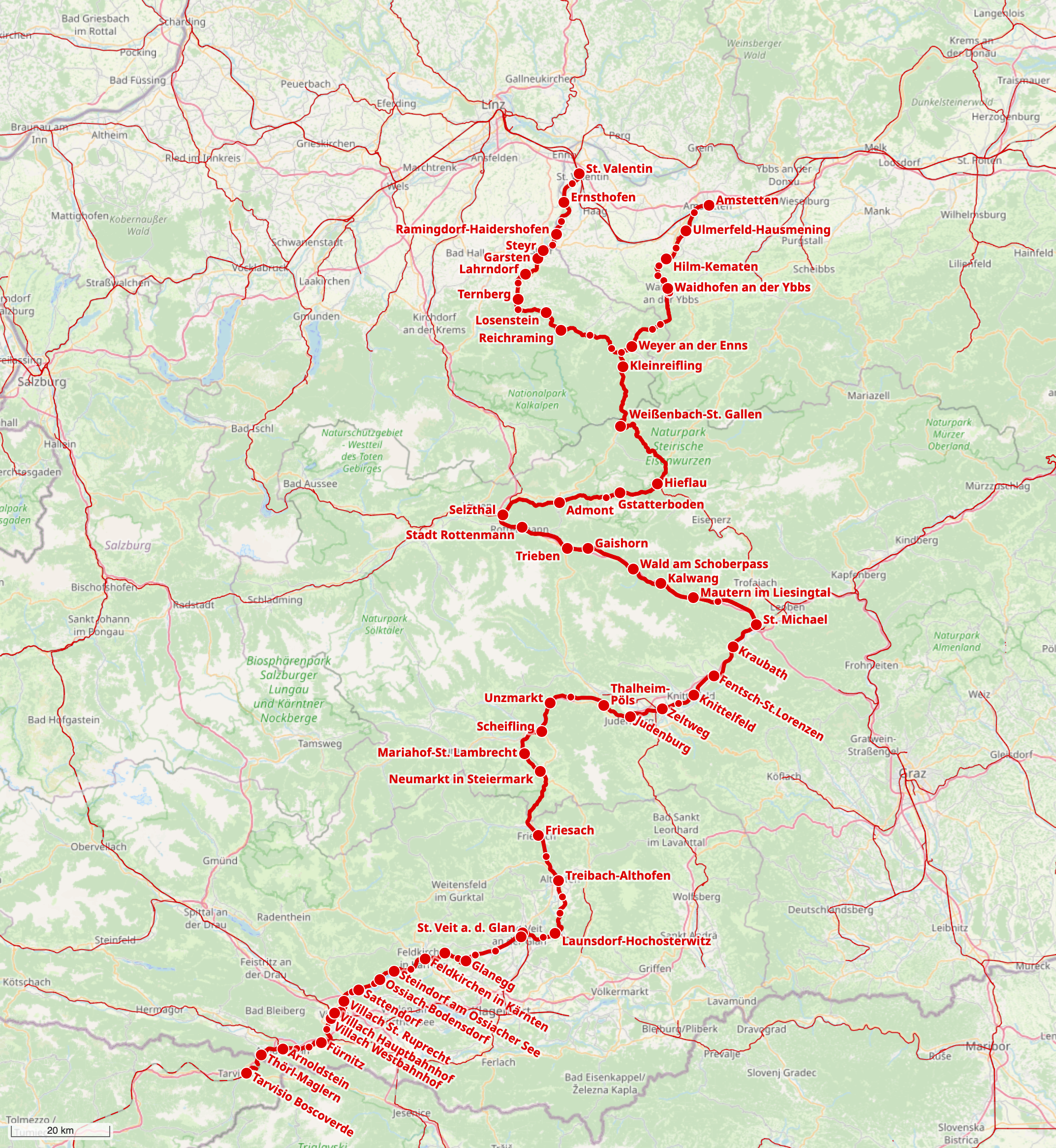
Rudolfsbahn

De Rudolfsbahn is een Noord-Zuid spoorverbinding in Oostenrijk, die het hartstuk vormt van de historische spoorverbinding tussen Praag en Ljubljana ofwel Triëst.

## Geschiedenis
De Rudolfsbahn is tussen 1868 en 1873 aangelegd door de k.k. priv. Kronprinz Rudolf-Bahn Gesellschaft (KRB) als derde Noord-Zuid spoorlijn door Oostenrijk, na de Semmeringspoorlijn uit 1854 en de Brennerspoorlijn uit 1867. De Semmeringspoorlijn in het oosten en de Brennerspoorlijn in het westen werden beide geëxploiteerd door de k.k. priv. Südbahngesellschaft. De KRB mikte op het verkeer tussen Bohemen en de zeehaven in Triëst en koos voor een traject door een dunbevolkt gebied in het midden van Oostenrijk. Door vooral rivieren te volgen werden grote kunstwerken, vooral kostbare tunnels, zo veel mogelijk vermeden maar ontstond wel een bochtig traject. Al voor het begin van de aanleg ontstond een probleem aan de zuidkant. Toen in de jaren 30 van de negentiende eeuw de Oostenrijkse spoorwegplannen werden gemaakt, maakte het Koninkrijk Lombardije-Venetië nog deel uit van het Oostenrijkse Keizerrijk. Tijdens de uitvoering veranderde dit doordat Oostenrijk in 1861 de feitelijke macht en in 1866 de formele macht over Lombardije-Venetië verloor en Udine in Italië kwam te liggen. Hierdoor was het niet meer mogelijk om de spoorlijn van Villach via Udine naar Triëst over eigen grondgebied te laten lopen.

## Route

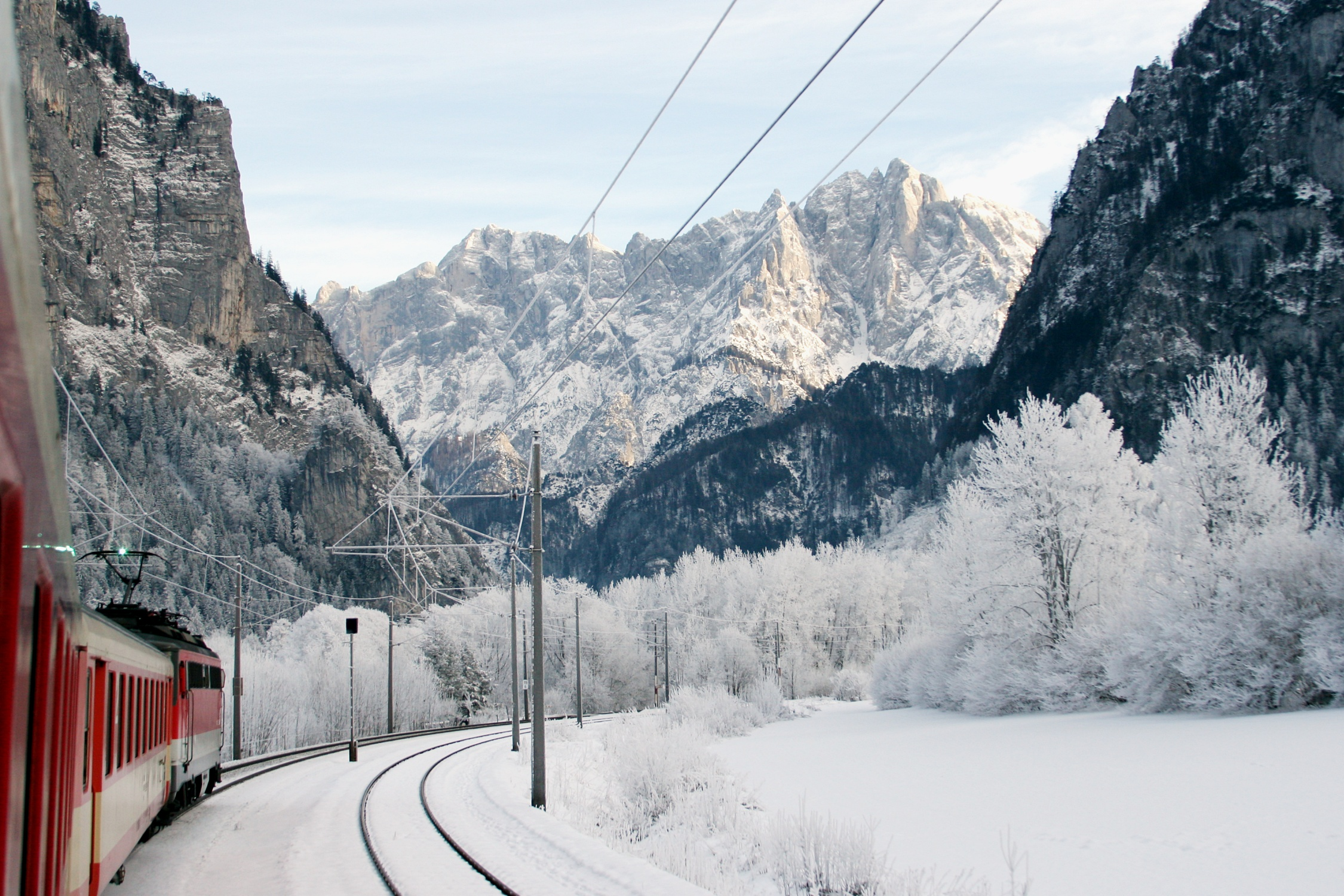
Winter in het station Gesäuse Eingang

De Rudolfsbahn begint in St. Valentin waar aansluiting is op de Westbahn. Het eerste deeltraject naar Selzthal is 139 km enkelspoor naar het zuiden en is ook bekend onder de naam Gesäusebahn. Na Selzthal volgt 63 km dubbelspoor over de Schoberpas naar Sankt Michael in Obersteiermark. Vanuit St. Michael loopt een ongeveer 33 km lange dwarsverbinding via Leoben naar Bruck an der Mur aan de Südbahn. De Rudolfsbahn zelf buigt in St. Michael weer af naar het zuiden en loopt dan 63 km langs de Mur tot Scheifling. 10 km zuidelijker wordt het hoogste punt van de lijn, de Neumarkter Sattel op 894 m, bereikt op 275 km van St. Valentin. Daarna begint de afdaling richting Karinthië. In St. Veit an der Glan op 328 km van St. Valentin bestaat een aftakking naar Klagenfurt over de Rosentalbahn. Omdat het treinverkeer tussen Wenen en Klagenfurt via de dwarsverbinding bij St. Michael en de Neumarkter Sattel wordt geleid, wordt dit deeltraject soms ten onrechte als Südbahn aangemerkt. Vanaf St. Veit an der Glan gaat de Rudolfsbahn verder in westelijke richting via Feldkirchen in Kärnten en langs de Ossiachersee naar Villach op 377,62 km van St. Valentin. In Villach wordt de Drautalbahn gekruist en is er aansluiting op de Krawankenbahn. De Rudolfsbahn loopt vanaf Villach nog verder naar het westen en bereikt bij kilometerpaal 401 de huidige grens tussen Oostenrijk en Italië. De KRB stopte de aanleg in het nog 6,5 km verderop gelegen Tarvis bij het voormalige station Tarvisio Centrale, waar inmiddels de mogelijkheid bestond om per spoor Ljubljana te bereiken.

## Aansluitende spoorlijnen
Al op 14 december 1870 was, de eveneens door de KRB gebouwde spoorlijn tussen Tarvis en Ljubljana geopend. Aan de noordkant werd de verbinding met České Budějovice echter gegund aan de concurrent KEB. De Summeraubahn tussen St. Valentin en České Budějovice werd in twee stappen geopend, het deel ten noorden van Summerau op 1 december 1871, het deel tussen Summerau en St. Valentin op 6 november 1872. Door het gereed komen van het deel tussen Villach en Tarvis in 1873 was het mogelijk om van Praag naar Triëst te rijden al was dat via Ljubljana en de concurrerende Südbahn in plaats van via Udine. De Staat besloot alsnog tot de aanleg van de 24,7 km lange k.k. Staatsbahn Tarvis–Pontafel om een verbinding tussen de Rudolfsbahn en het Italiaanse spoorwegnet te realiseren. Het traject tussen Tarvisio en de toenmalige Oostenrijks-Hongaars - Italiaanse grens bij Pontafel kon op 11 oktober 1879 worden geopend en de eerste internationale trein kon op 30 oktober 1879 de grens passeren.

## Nationalisering
De Rudolfsbahn liep door relatief dunbevolkt gebied en exploitant KRB was aangewezen op het goederenverkeer tussen Bohemen en Triëst. Het aanvankelijke plan om via Udine naar Triëst te rijden kon niet worden uitgevoerd zodat een andere, veel langere, route tussen Villach en Triëst moest worden afgelegd. Toen het in 1873 eindelijk mogelijk was om vanuit Praag per spoor de haven Triëst te bereiken sloeg in Oostenrijk-Hongarije de Gründerkrach toe, zodat KRB steeds verder in financiële moeilijkheden kwam. Vanaf 1880 werd KRB dan ook door de Staat bestuurd en in 1884 genationaliseerd tot onderdeel van de k.k. österreichische Staatsbahnen. 
Pas in 1901 werd in het kader van het project Neue Alpenbahnen begonnen met een zelfstandige verbinding tussen Villach en Triëst. De rechtstreekse verbinding tussen Jesenice en Triëst kwam tot stand via de Wocheinerbahn (Jesenice-Gorizia) en de Karstbahn (Gorizia-Triëst), beiden werden op 19 juli 1906 geopend. De omweg via Tarvis werd op 30 september 1906 afgesneden door de Karawankenbahn (Villach-Jesenice) via de Karawankentunnel. 
Op 21 augustus 1906 was aan de noordkant een rechtstreekse verbinding tussen Selzthal en Linz, de Phyrnbahn, in gebruik genomen zodat de treinen daar niet meer om hoefden te rijden via de Gesäusebahn.